# Primzahlpalindrom
Ein Primzahlpalindrom ist eine Primzahl, deren Ziffern von vorn und von hinten gelesen die gleiche Zahl ergeben, analog zum Palindrom, das von vorn und von hinten gelesen das gleiche Wort ergibt. Das Primzahlpalindrom ist also ein spezielles Zahlenpalindrom.
Die Eigenschaft einer Zahl, Primzahl zu sein, hat nichts mit der Darstellung zu tun und hängt nur von der Zahl selbst ab. Im Gegensatz dazu hängt die Eigenschaft, Palindrom zu sein, sehr wohl von der Darstellung der Zahl ab. Tatsächlich ist jede Primzahl für eine geeignet gewählte Basis des Zahlensystems Primzahlpalindrom.
Unbekannt ist, ob es unendlich viele Primzahlpalindrome zu einer fest gewählten Basis gibt.

## Erläuterung
Wenn {\displaystyle p} die Primzahl ist und {\displaystyle n_{x}} die Ziffer der Primzahl an der Position {\displaystyle x} ist, gilt:
{\displaystyle p=(n_{x}n_{x-1}\ldots n_{1}n_{0})=(n_{0}n_{1}\ldots n_{x-1}n_{x})}
Es gibt keine dezimalen Primzahlpalindrome mit einer geraden Anzahl von Stellen außer der 11, da alle Zahlenpalindrome mit einer geraden Anzahl von Ziffern den Teiler 11 besitzen (die alternierende Quersumme ist immer 0). Ganz allgemein gilt in jedem adischen Zahlensystem, dass, sofern es überhaupt ein Primzahlpalindrom mit geradzahlig vielen Stellen gibt, dieses es nur die 11 des entsprechenden Zahlensystems sein kann.

## Beispiele in Zahlensystemen

### Dezimalsystem
- 2, 3, 5, 7, 11, 101, 131, 151, 181, 191, 313, 353, 373, 383, 727, 757, 787, 797, 919, 929, 10301 … (Folge A002385 in OEIS)
- Das größte bekannte Primzahlpalindrom in Dezimalschreibweise war einmal {\displaystyle 10^{180004}+248797842\cdot 10^{89998}+1} mit 180.005 Dezimalstellen, gefunden im Jahr 2007 von Harvey Dubner.
- Inzwischen ist mit 10320236 + 10160118 + (137×10160119 + 731×10159275) × (10843 − 1)/999 + 1 ein größeres Primzahlpalindrom zur Basis 10 bekannt (320.237 Stellen).
- Im November 2014 war das größte bekannte Primzahlpalindrom {\displaystyle 10^{474\,500}+999\cdot 10^{237\,249}+1} mit 474.501 Stellen.[1]
- Belphegors Primzahl 1000000000000066600000000000001 ist ein Palindrom und nach dem Dämon Belphegor benannt.[2]

### Dualsystem
- Die bisher größte bekannte Primzahl (Stand 3. Januar 2018) ist die Mersenne-Primzahl 277.232.917-1. In Binärdarstellung ist dies eine Einserkolonne aus 77.232.917 Einsen und damit – wie jede Mersenne-Zahl – ein Zahlenpalindrom in Form einer binären Einserkolonne.[3]
- Alle Fermat'schen Primzahlen sind, binär geschrieben, Zahlenpalindrome. Es handelt sich um Zahlen, bei denen eine ungerade Anzahl von Nullen von je einer Eins eingerahmt werden. Wie bei den Mersenne-Primzahlen ist die Zahlenpalindrom-Eigenschaft der Fermat'schen Primzahlen nicht an die Prim-Eigenschaft gebunden, sondern trifft auf alle Fermat-Zahlen zu.

## Streng nicht-palindromische Zahlen
Jede natürliche Zahl {\displaystyle n>2} ist Palindrom zur Basis {\displaystyle n-1}. Dort hat sie nämlich die Darstellung 11. Des Weiteren ist jede natürliche Zahl {\displaystyle n} Palindrom  zu jeder Basis {\displaystyle b>n}, denn hier ist die Darstellung von {\displaystyle n} einstellig. Interessant ist daher nur die Frage, ob eine gegebene natürliche Zahl {\displaystyle n} eine mehrstellige Palindromdarstellung ungleich 11 besitzt.
Zahlen, die in keinem adischen Zahlensystem als Zahlenpalindrom > 11 geschrieben werden können, werden als streng nicht-palindromische Zahlen bezeichnet. Alle Zahlen dieser Art, die > 6 sind, sind Primzahlen. (Folge A016038 in OEIS)